# Escola Virtèlia
L'Escola Virtèlia fou una escola privada d'orientació cristiana i catalanista creada el 1939 al barri de Sant Gervasi de Barcelona, que acollí la Confraria de la Mare de Déu de Montserrat de Virtèlia. Ambdues institucions són l'espai de formació del que es coneix per la "Generació Virtèlia" que integra bona part de l'elit barcelonina que, recuperada la democràcia ha tingut un paper destacat i la política i a la societat civil catalana. Han passat per aquestes dues institucions dos presidents i diversos consellers de la Generalitat, i diputats, un síndic de greuges de Catalunya, ministres de l'Estat espanyol, i un director General de la UNESCO, entre d'altres. La confraria es dissoldrà el 1977, i l'escola es tancarà el 1995.

## L'Escola Virtèlia

### Trajectòria[2]
L'escola fou creada per quatre professors catalans, Enric Badal i Alicard (1913-2012), combatent a la guerra civil, Joan Duran, Dolors Calvet i Josep Jordi Llongueras davant la necessitat bàsica de sobreviure atès que s'han quedat sense feina. El grup inicial es completarà amb el Dr. Miquel Ramis i el capellà Pere Llumà i Viladrich. Són mestres de la Mútua Escolar Blanquerna i gent de la Federació de Joves Cristians de Catalunya. D'aquests dos nuclis neix l'escola.
Les classes s'inicien l'octubre de 1939 amb Joan Duran com a director. La primera ubicació serà a una torre de la plaça Lesseps amb uns 115 alumnes. El curs 1941-42, atès que el nombre d'alumnes desborda la capacitat de la torre de Gràcia, l'escola es trasllada de lloguer al palau dels comtes de Fígols, situat a la confluència entre la Via Augusta i el carrer Calvet, on s'estarà durant uns vint-i-cinc anys. Atès que l'any 1942 el govern franquista prohibeix la coeducació a l'escola primària les nenes i noies es traslladaran a una torre del carrer Alt de Gironella que dirigirà Dolors Calvet.
Virtèlia era una escola que basava el seu projecte educatiu en un cristianisme no nacionalcatòlic i catalanista. En el context post-Guerra Civil de 1939, però, l'escola haurà de fer el joc al règim. Els primers tríptics seran en castellà i haurà de fer Formación del Espíritu Nacional. Els primers anys quaranta i cinquanta seran els de la consolidació. L'escola es beneficiarà de la falta de competència en la seva franja d'actuació atès que la resta d'escoles privades i religioses es creuen i practicaven el nacionalcatolicisme i fan el joc al règim. La major part de les famílies que porten els fills a Virtèlia es coneixen entre elles, perquè viuen a prop de l'escola, que estava ubicada al carrer Calvet amb Via Augusta. Precisament on ara hi ha la conselleria d'Educació.
Inicialment, l'escola oferia parvulari des dels tres anys, primer ensenyament, batxillerat i comerç, per les noies d'ingrés a l'escola de magisteri i de bibliotecàries, a més d'ensenyances de la llar. Oferia també una secció estudis musicals, portada per Joan Llongueras i el seu fill Josep Jordi, que amb el temps assolirà un important prestigi. Durant els anys de la seva existència lògicament s'anà adequant als canvis que en el sistema d'ensenyament s'hi anaren produint tant durant la dictadura franquista com en l'etapa democràtica ja amb la Generalitat restaurada.
A partir de 1944 es produeix un fet clau en la història de l'escola amb la creació dins del seu recinte, tot i que independent jurídicament, de la Confraria de la Mare de Déu de Montserrat de Virtèlia impulsada per diversos professors i pel director espiritual de les escoles, Mn. Pere Llumà i Viladrich. Des d'aquesta institució s'impulsarà una sèrie de seccions iniciatives d'indubtable transcendència al país.

### El tancament
La decadència de l'escola s'inicia el 1961 quan es veurà obligada a abandonar el palauet llogat de la Via Augusta per traslladar-se a altres locals. Començarà una lenta decadència, fruit també de les circumstàncies (socioeconòmiques, la manca d'alumnes, costos creixents...) que farà que l'any 1995 l'escola tanqui definitivament.
Durant els cinquanta anys d'existència de l'escola Virtèlia passarà per l'escola bona part de la generació que ocuparà el poder a finals del segle XX i que lidera no sol el procés democràtic a Catalunya, sinó també milers d'alumnes, que ja com a adults es troben vinculats a l'àmbit social, religiós, educatiu, sanitari, literari, econòmic, industrial, comercial, farmacèutic i artístic del nostre país. Un exemple serien les sagues familiars dels Mayor Zaragoza (Federico Mayor Zaragoza i altres germanes), Maragall i Mira (Pasqual, Ernest, Jordi i Pau), o Roca Junyent (Miquel Roca Junyent i els seus sis germans).
Altres noms i cognoms d'altres alumnes virtelians que en la seva etapa adulta han tingut influència significativa la societat catalana són: El publicista Lluís Bassat i Coen i el seu germà Enric, fills de pare d'origen sefardita, el jurista i president del Tribunal Superior de Justícia de Catalunya, Guillem Vidal i Andreu; el polític i jurista Anton Cañellas Balcells; l'advocat i polític Josep Maria Trias de Bes i Serra, el seu germà Santiago, i Ignasi Faura, futur membre de Bandera Roja, el filòsof Xavier Rubert de Ventós i dos dels seus germans, Lluís i Guillem; els arquitectes Ricard Bofill, Josep M. Sen i Jan Baca; els germans Francesc, Lluís i Narcís Bonet Armengol, el catedràtic de literatura Jordi Llovet; l'editor Pere Vicens -fill de Jaume Vicens Vives-; el cineasta Romà Guardiet i el guionista Piti Español; el publicitari Marc Puig i Guàrdia; el productor de cinema Jaume Santacana i el seu germà Francesc; Francesc Andreu i Sabadell "El Màgic Andreu"; el periodista Martí Anglada; el musicòleg i Ramon Moragas; els germans Marta, Joan, Xavier Fèlix Millet i Tusell; l'economista Joan Martí i Mercadal; els joiers Jaume Mercader i els germans, Isidre i Josep Maria Puig Doria; l'especialista en psiquiatria Carles Pérez Téstor; el metge Josep Soler-Roig; l'escriptor i publicista David Cirici i Alomar i el seu germà arquitecte Cristian Cirici i Alomar, l'artista Joan Hernández Pijuan i els seus germans Josep M. i Pilar; l'empresari i també polític Josep Maria Figueras i Bassols; l'empresari Lluís Amat Codina; d'historiador d'art català i crític Daniel Giralt-Miracle i Rodríguez; la historiadora de l'art Rosa Maria Subirana i Rebull; Pilar i Doris Malfeito Torrella; l'exdirectora de l'Institut Catòlic d'Estudis Socials de Barcelona Maria Martinell i Taxonera i la seva germana M. Rosa; el metge analista i farmacèutic Miquel Ribera del Pueyo; els germans Fèlix, Joaquim i Margarita Ibáñez Fanés, fills d'Ibáñez Escofet; els germans Núria, Montse, Jordi i Marta Alvarez-Castrillón; el poeta i traductor Josep Maria Fulquet i Vidal; el pediatre Joaquim Ramis i Coris; el vitraller Joan Vila Grau; l'economista i professor d'ESADE Raimon Ribera i Regull; el pedagog Josep Masabeu i Tierno, i el polític Jordi Menéndez i Pablo, entre molts d'altres.

## La Confraria de la Mare de Déu de Montserrat de Virtèlia[9]

Escut de la Confraria

Fou una agrupació religiosa creada el 1944 al si de l'Escola Virtèlia, però independent jurídicament, adreçada a la joventut que significà un dels signes del cristianisme autòcton enmig de la desfeta de l'Església de Catalunya dels anys quaranta. L'agrupació pervisqué fins al 28 de juny de 1977, any en què es va dissoldre.

### Trajectòria
Sorgí d'un grup de professors de l'escola Virtèlia, Enric Badal, Joan Josep Llongueras, Antoni Badia i Margarit, Ramon Fuster i Rebés, Joan Llongueras i especialment del director espiritual de les escoles Pere Llumà i Viladrich com a associació independent i deslligada de l'escola. Els estatuts de la Confraria i el seu decàleg doctrinal foren aprovats pel bisbe Gregorio Modrego el 20 d'abril de 1944. L'agrupació pervisqué fins al 28 de juny de 1977, any en què es va dissoldre.
El principal impulsor fou Mn. Pere Llumà i Viladrich, director espiritual de l'escola. La Confraria es nodria dels alumnes de l'escola però era oberta a la resta de la joventut. Es dedicava essencialment a la convivència i a la formació del jovent, d'ambdós sexes, en els aspectes religiosos, però també socials, culturals i artístics. La generació que passà per la Confraria va destacar en la defensa, des del compromís catòlic, de la llengua i de la cultura catalanes i de la personalitat política de Catalunya, tot recollint, en una conjuntura històrica diferent, l'esperit que havia animat els fejocistes abans de la Guerra Civil.
La confraria i l'escola seran independents i autònoms i col·laboraven lliurement, ja que es veuen com a complementàries. Usaven els mateixos espais (aules, capelles, patis...). Per als promotors, la Confraria no havia de ser una associació més sinó que anaven més enllà i el seu projecte es basava en la tradició de l'antiga Federació de Joves Cristians de Catalunya (FJOC), en què alguns dels professors havien militat. De fet, el decàleg de la Confraria en el qual es regeixen i comprometen els confrares serà el mateix que la de la FJOC. La Confraria va gaudir a partir de 1948 de la protecció del Monestir de Montserrat que passarà a ser un lloc de referència, de suport, i espai de llibertat de les activitats de la Confraria. L'ús del català progressivament esdevé hegemònic.
La proposta formativa implicava oferir als joves activitats d'oci i religioses: excursions,, cercles d'estudis, esquiades, partits de futbol, classes de reforç escolar, visites mèdiques, classes de català, jocs, cinema els diumenges a la tarda, catequesi, recessos espirituals, etc. Els locals estaran equipats per poder jugar a billar, ping-pong o frontó.
Durant els primers anys, més de la meitat dels alumnes seran confrares, així com molts pares, alumnes d'altres escoles masculines i femenines, joves universitaris, etc. Amb el temps el creixement de la confraria obligà a canviar de local: primer els nois al carrer d'Oliana, i les noies al carrer Alt de Gironella. Finalment, la seu es fixà al carrer Marià Cubí 111.

#### Algunes iniciatives rellevants

##### La revista Forja
La Confraria des de 1945 comença a editar la revista Forja que amb el consens de la confraria dirigirà el professor Ramon Fuster i Rabés. Inicialment serà un butlletí escolar i religiós. De quatre o cinc números a l'any passà a ser mensual. Es deixarà d'editar el 1965.
Els seus primers números seran en castellà i de contingut religiós. La revista arribà a treure 184 números. D'uns quants centenars d'exemplars es passà a 2.000. El 1948 a partir de la vinculació de la Confraria amb Montserrat és impresa al Monestir, i es feu majoritàriament en català. La revista la rebran tots els alumnes i els confrares previ pagament de la subscripció.
Progressivament, passà a ser una revista de pensament no sense rebre multes i sancions per part de les autoritats franquistes. Als inicis del seixanta ja serà íntegrament en català. En vint anys lògicament la revista es farà ressò de temes d'actualitat social i religioses com el l'Entronització de la Mare de Déu de Montserrat de 1947, Congrés Eucarístic de Barcelona, el Concili Vaticà Segon, els moviments catòlics JOC, HOAC, el moviment escolta, els nous pensadors renovadors del cristianisme francès Charles Péguy, Emmanuel Mounier, els moviments universitaris incipients, etc.
La nòmina de col·laboradors és molt nombrosa, a més dels Confrares majors, Antoni Badia i Margarit, Jordi Pujol, el director Ramon Fuster i Rabés, el consiliari Pere Llumà i posteriorment Lluís Bonet i Armengol, amb articles habituals pel seu càrrec a la Confraria, hi figuren Lluís Serrahima, Francesc Cabana, Raimon Panikkar, Llorenç Gomis, Joaquim Gomis, Alfons Carles Comín, Maria Martinell, Martí Anglada, Jordi Llovet, Fèlix Ibáñez i Fanès, Antoni Comas, Joan Triadú i Font.

##### L'Agrupament Escolta Pere Tarrés
El 1952 es crea al si de la Confraria l'Agrupament Escolta Pere Tarrés, sorgit en un primer moment del grup de muntanya de la Confraria. El jove Jordi Pujol confrare major de la Confraria, que hi era des de l'any 1947 impulsà la seva creació, encara que no hi participà directament.
Un nucli inicial amb membres de l'Agrupament del Casal de Montserrat entre ells Lluís Bonet i Armengol, de l'agrupament de Mn. Antoni Batlle juntament amb els joves confrares Pasqual Maragall i Ernest Maragall i Mira molt actius el duran endavant i seran els primers dirigents. L'Agrupament amb les corresponents branques escoltes s'afiliarà als Minyons de Muntanya - Boy Scouts de Catalunya que impulsaven M. Antoni Batlle i Josep Maria Batista i Roca. Després passarà a la Delegació Diocesana d'Escoltisme i a Minyons Escoltes Guies Sant Jordi de Catalunya. L'agrupament funcionarà durant vint anys.

##### Els Equips de Matrimonis
La Confraria impulsarà el 1956 a partir d'un pelegrinatge a Roma els anomenats "Equips de Matrimonis de Nostra Senyora". Els estatuts s'aprovaran el 1958 i dependran de la Secretaria d'Apostolat Familiar. Arribaran a formar part fins a 14 equips tots amb un consiliari adscrit que es reunien periòdicament. El llegat d'aquests grups és un seguit de publicacions com ‘'Delta, ‘'Cavall Fort, ‘'Quaderns d'orientació familiar...